# Szwadron łączności Mazowieckiej Brygady Kawalerii
Szwadron łączności Mazowieckiej Brygady Kawalerii – pododdział kawalerii Wojska Polskiego.

## Historia szwadronu
Na podstawie rozkazu z 14 stycznia 1935 został sformowany pluton łączności 2 Dywizji Kawalerii w składzie 2 oficerów, 10 podoficerów, 52 szeregowców i 47 koni. Zgodnie z etatem pluton powinien posiadać jeden samochód półciężarowy, 3 motocykle z przyczepami, 5 wozów technicznych, 2 wozy taborowe oraz 4 rowery. 16 lutego 1935 stanowisko zastępcy dowódcy plutonu objął ppor. łącz. Jan Mazur, przeniesiony z 1 batalionu telegraficznego, po uprzednim odbyciu praktyki w 5 pułku ułanów.
W drugiej połowie 1937 dotychczasowy pluton został przeformowany w szwadron łączności Mazowieckiej Brygady Kawalerii w składzie dwóch plutonów (telefonicznego i radio). Podstawą do organizacji szwadronu były rozkazy szefa Sztabu Głównego L/dz. 6182/Org. z 30 grudnia 1936 o utworzeniu i reorganizacji oddziałów łączności w brygadach kawalerii i z dnia 27 lipca 1937. W kwietniu 1938 skład szwadronu uzupełniono o drużynę dowódcy, a później o pluton łączności Kwatery Głównej i drużynę parkową łączności. Według ordre de bataille oddziałów łączności z października 1937 szwadron miał liczyć 3 oficerów, 10 podoficerów zawodowych, 2 podoficerów nadterminowych, 76 ułanów oraz 52 konie wierzchowe i 10 zaprzęgowych. Organizacja pokojowa była dostosowana do zadań mobilizacyjnych i okazała się dobrą.
Zadaniem szwadronu w czasie pokoju było zapewnienie dowódcy brygady łączności z przełożonymi i podległymi mu pułkami podczas koncentracji oddziałów i pododdziałów brygady, w czasie ćwiczeń i manewrów, a także z jednostkami przydzielonymi do brygady na czas ćwiczeń i manewrów. W czasie wojny szwadron miał zapewnić dowódcy brygady łączność z przełożonym (dowódcą armii), sąsiadami (dowódcami wielkich jednostek) oraz podległymi oddziałami.
Szkolenie rezerw personalnych, wcielanie poborowych oraz zaopatrzenie materiałowe mob. oparte było na zasadach podobnych jak kompaniach łączności dywizji piechoty. Szwadron stacjonował w tym samym garnizonie co dowództwo brygady kawalerii. Na żądanie Sztabu Głównego szwadron został zaliczony do kawalerii z wyjątkiem oficerów, którzy pozostali na etacie wosk łączności. W ten sposób szwadron wyszedł spod kompetencji Dowództwa Wojsk Łączności Ministerstwa Spraw Wojskowych i został podporządkowany Departamentowi Kawalerii MSWojsk., który nie posiadał fachowego organu pracy do spraw łączności. Zarządzenie to wywołało wkrótce szereg trudności, zwłaszcza w sprawach wyszkoleniowych i obsady podoficerskiej.

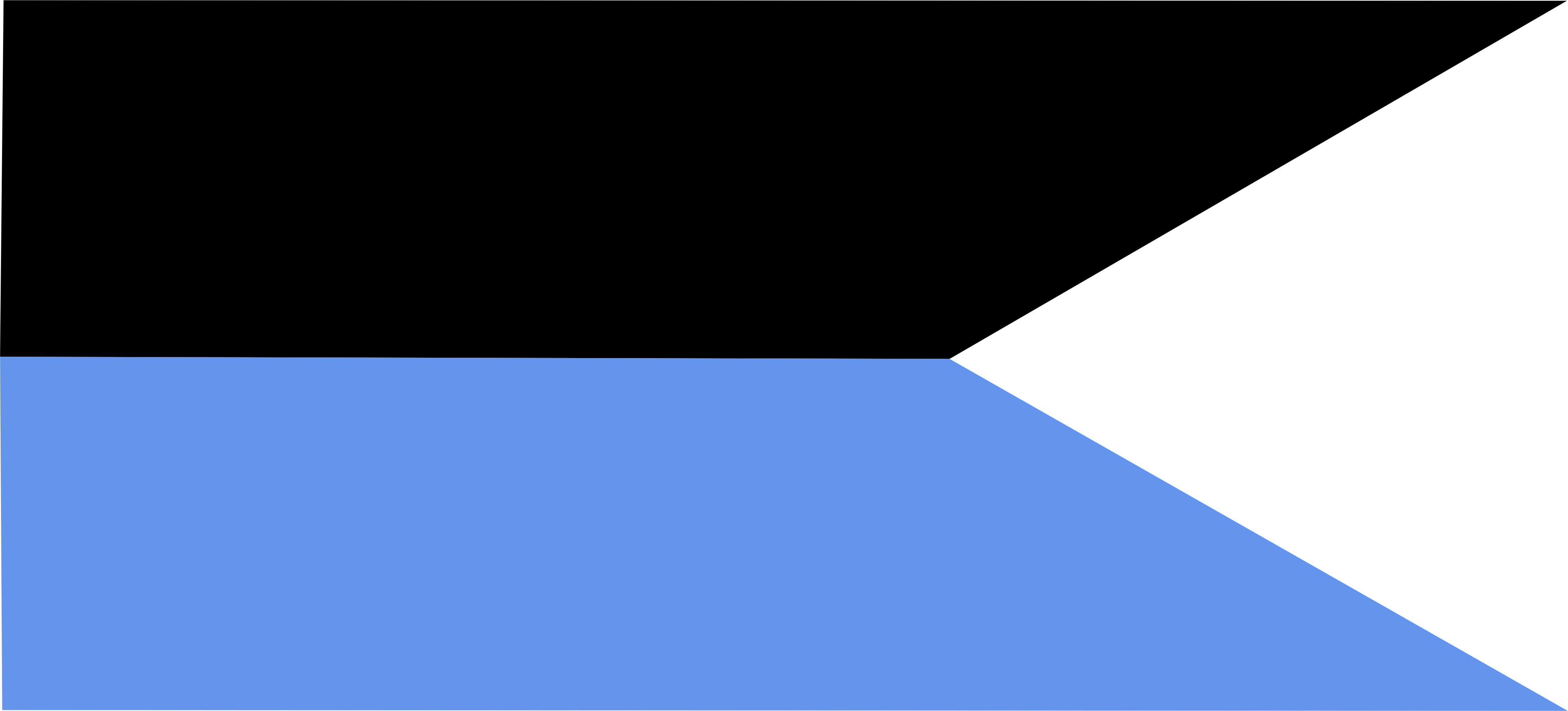
Oznaka żołnierzy szwadronów łączności

Żołnierze szwadronu nosili na kołnierzach kurtek i płaszczy oznaki żołnierzy plutonów (oddziałów) łączności wielkich jednostek kawalerii, ustalone rozkazem ministra spraw wojskowych Dep. Dow. Og. 1590–13 z 9 czerwca 1936. Były to czarno-chabrowe proporczyki o wymiarach 22x50 mm (barwa czarna u góry, chabrowa na dole). Proporczyki dla oficerów były wykonane z aksamitu, natomiast dla podoficerów i szeregowców z sukna.
1 września 1938 uprawnienia dowódcze względem szwadronu otrzymał szef łączności brygady kawalerii. Dowódcą łączności Mazowieckiej BK był mjr łącz. Jerzy Brodzikowski.
Wiosną 1939 kompania została podporządkowana pod względem wyszkolenia fachowego dowódcy 1 Grupy Łączności. Ze względu na szybki wybuch wojny dowództwo grupy nie odegrało powierzonej mu roli.
Mobilizacja szwadronu opierała się na dywizjonie artylerii konnej, stacjonującym w tym samym garnizonie. Jednostką mobilizującą był 1 dywizjon artylerii konnej w Warszawie. Zgodnie z planem mobilizacyjnym „W” dowódca dywizjonu był odpowiedzialny za przygotowanie i przeprowadzenie mobilizacji jednostek wpisanych na jego tabelę mob., w tym szwadronu łączności nr 1 oraz jego uzupełnienia marszowego. Szwadron łączności nr 1 był mobilizowany w alarmie, w grupie jednostek oznaczonych kolorem żółtym, natomiast uzupełnienie marszowe w I rzucie mobilizacji powszechnej.
23 sierpnia 1939 została zarządzona mobilizacja jednostek „żółtych” na terenie Okręgu Korpusu Nr I. Początek mobilizacji został wyznaczony na godz. 6.00 następnego dnia.
Szwadron był formowany według organizacji wojennej L.3025/mob.org., ukompletowany zgodnie z zestawieniem specjalności L.3025/mob.AR oraz uzbrojony i wyposażony zgodnie z wojennymi należnościami materiałowymi L.3025/mob./mat. W składzie szwadronu znajdował się dowódca, drużyna dowódcy, pluton telefoniczny, pluton radio i pluton łączności Kwatery Głównej oraz drużyna parkowa łączności. Na wyposażeniu szwadronu znajdowała się radiostacja RDK oraz dwie radiostacje N2-T, łącznice, aparaty telefoniczne oraz 36 km polowego kabla telefonicznego. Stan etatowy szwadonu stanowiło 4 oficerów, 150 podoficerów i szeregowców oraz 131 koni, a na jego wyposażeniu znajdowało się m.in. 17 wozów i 8 taczanek.
W skład plutonu łączności Kwatery Głównej wchodził:
- jeden patrol telegraficzny na wozach,
- dwa patrole telefoniczne na taczankach,
- cztery patrole łączności z lotnikiem (dwa konne i dwa na motorowe),
- patrol motorowy (dwa samochody osobowe i 2 motocykle),
- patrol kolarzy (4 rowery)[27].

W plutonie telefonicznym było sześć patroli telefonicznych na taczankach oraz jeden motocykl z koszem. Pluton radio posiadać miał w swoim składzie jedną drużynę RDK (jedna stacja „W2”), dwa patrole N.1/T (dodatkowo jedna stacja N.1/S), a także motocykl z koszem. Drużyna parkowa łączności odpowiadała za zaopatrzenie, naprawę i ewakuację sprzętu łączności. Tworzyli ją tele i radiotechnicy. Posiadała jeden samochód ciężarowy oraz trzy wozy parokonne.
Zorganizowane, uzbrojone i wyposażone grupy ułanów były kierowane z koszar 1 dak przy ul. Podchorążych do Nowej Woli. 26 sierpnia szwadron zakończył mobilizację i otrzymał rozkaz pogotowia marszowego. Pluton radio nie otrzymał stacji N.1/S (samochodowej), a posiadał dwie stacje RKD i jedną stację N.1/T (na taczance). O godz. 17.20 szwadron wyruszył przez Warszawę, Pustelnik, Strugę do Aleksandrowa. Następnego dnia o godz. 19.30 szwadron pomaszerował przez Nieporęt, Serock, Wierzbicę i Łubienicę do majątku Nięstępowo, należącego do pp. Kryńskich i zakwaterował w folwarku. 28 sierpnia od godz. 17.45 szwadron kontynuował marsz przez Pułtusk, Czarnostów i Karniewo do majątku Leszno. Następnego dnia przed południem pluton radio rozpoczyna podsłuch radiowy. O godz. 17.45 szwadron przemaszerował do Przasnysza i zakwaterował na Zawodziu. O godz. 20.00 ppor. Żerański otrzymał rozkaz zorganizowania ośrodka łączności w Muchowie. Centrala umieszczona została w niewykończonym, murowanym budynku szkoły. Był to także posterunek bojowy dowódcy brygady o kryptonimie „Kanada”.
W czasie kampanii wrześniowej szwadron walczył w składzie macierzystej brygady. Uzupełnienie marszowe szwadronu łączności nr 1 było jednostką podległą dowódcy Okręgu Korpusu Nr I pod każdym względem.

## Obsada personalna
szwadronu łączności Mazowieckiej BK w marcu 1939
- dowódca szwadronu – kpt. łącz. Bronisław Adrian Rybiński
- dowódca plutonu radio – por. łącz. Ferdynand Stanisław Bissinger[c]
- dowódca plutonu telefonicznego – por. łącz. Jan Stanisław Kostka Mazur

szwadronu łączności nr 1 we wrześniu 1939
- dowódca szwadronu – kpt. łącz. Bronisław Adrian Rybiński[e] †1940 Charków ? ULK
- szef szwadronu – wachm. Kołakowski
- dowódca taborów – wachm. Babicki

- dowódca plutonu łączności KG – por. łącz. Jan Stanisław Kostka Mazur (ranny 26 IX 1939)[3]
- dowódca plutonu telefonicznego – ppor. łącz. rez. Henryk Gronkiewicz[f]
- pchor. rez. Witold Zacharewicz
- pchor. rez. Henryk Śreniawa-Saganowski
- pchor. rez. Ułas

- dowódca plutonu radio – ppor. łącz. rez. Ludwik Żerański
- zastępca dowódcy plutonu radio – plut. Świderski
- dowódca stacji radio – kpr. Kasprzak
- dowódca stacji radio – kpr. Kazanecki
- dowódca stacji radio – kpr. Muszewski